# Біктеміров Шаукат
Шаукат Хасанович Біктеміров (тат. Шәүкәт Хәсән улы Биктимеров; 1928—2012) — татарський радянський актор театру і кіно. Народний артист СРСР (1977).

## Життєпис
Народився 28 жовтня 1928 року в селі Мінгер (нині — Сабинського району Татарстану) (за іншими джерелами — в Казані
.
Семирічну школу Шаукат Біктеміров закінчив у селі Тимершик, потім деякий час працював у колгоспі.
З 1945 по 1949 роки навчався в Казанському театральному училищі.
У 1949—1951 та з 1953 року — актор Татарського академічного театру імені Г. Камала.
Зіграв понад сто ролей, різних — і великих, і маленьких. І все ж на довгі роки коронною роллю актора залишилася зіграна ним роль Альмандара у п'єсі Туфан Міннулліна «Старий із села Альдермеш». Образ діда народу — мудрого, душевного, життєстійкого і життєлюбного, безмежно закоханого в рідну землю. Значною віхою у творчій долі Шауката Біктемірова став спектакль «Топольок мій у червоній косинці» Чингіза Айтматова, поставлений в 1965 році.
Член КПРС з 1958 року по 1991 роки. Депутат Верховної Ради Татарської АРСР (1975—1980). Депутат Ради Національностей Верховної Ради СРСР 11-12 скликань (1984—1990) від Татарської АРСР.
Помер Шаукат Біктеміров 28 травня 2012 року в Казані. Похований на татарській кладовищі в Ново-Татарській слободі Казані.

### Родина
- Дружина — Рамзія Ахметзянівна Даутова (1927—2003) — актриса, потім бібліотекарка.

## Нагороди та звання
- Заслужений артист Татарської АРСР (1960)
- Народний артист Татарської АРСР (1968)
- Народний артист РРФСР (1970)
- Народний артист СРСР (1977)
- Державна премія Татарської АРСР імені Г. Тукая (1967) — за виконання ролі у виставі «Топольок у червоній косинці» Чингіза Айтматова
- Державна премія Російської РФСР імені К. С. Станіславського (1979) — за виконання ролі Альмандара у виставі «Альмандар з села Альдермеш» («Біла ворона») Туфана Мінулліна
- Орден «За заслуги перед Республікою Татарстан» (2008)
- Премія «Тантана» («Тріумф») у номінації «За честь і гідність» (Міністерство культури Республіки Татарстан, 2012)
- Почесний член Академії наук Республіки Татарстан.

## Театральні роботи
- «Старий з села Альдермеш» Туфана Міннулліна — Альмандар
- «Бахтіяр Канкаев» Т. А. Міннулліна — Канкаев
- «У совісті варіантів немає» Т. А. Міннулліна — кат
- «Ми йдемо, ви залишаєтеся» Т. А. Міннулліна — Хасан Акчурін
- «Конокрад» Т. А. Міннулліна — Сибгат
- «Ільгізар + Віра» Т. А. Миннуллина — Нурхамат
- «Дружня розмова» Т. А. Миннуллина — Нуріслам
- «Прощайте» Т. А. Миннуллина — Шахіт
- «Тут народилися, тут змужніли» Т. А. Миннуллина — Зариф
- «Идегей» Ю. Сафіулліна Туктамыщ хан
- «Потоки» Т. Гиззата — Нургали
- «Габбас Галін» Р. Камала — Галін
- «Брати Тагірови» Ф. Хосні — Загіт
- «Топольок мій у червоній косинці» Чінгіза Айтматова — Байтімер
- «Перші квіти» Каріма Тінчуріна — Хаміт
- «Блакитна шаль» К. Тінчуріна — Ішан
- «Перша любов» Х. Вахіта — Талгат
- «Свобода» Мірсая Аміра — Тагір
- «Приїхала мама» Шахмета Хусаїнова — Іслам
- «Крізь поразки» Діаса Валєєва — Лукман
- «Фатіма Сабрі» С. Джамала — Фархад
- «Одна ніч» Бориса Горбатова — Кривожатский
- «Нашестя» Леоніда Леонова — Фаюнін
- «Таланти і шанувальники» Олександра Островського — Петро Єгорич Мелузов
- «Безприданниця» О. М. Островського — Мокій Парменыч Кнуров
- «Остання жертва» О. Н. Островського — Вадим Григорович Дульчин
- «Як зірки в небі» за Максимом Горьким — Семенов
- «Станція Шамбоде» Ежена Лабіша — Дорозуар
- «Ретро» Олександра Галіна — Чмутін
- «Привиди» Генріка Ібсена — пастор Мандерс
- «Третя патетична» Миколи Погодіна — Володимир Ленін
- «Гульджамал» Накі Ісанбета — Саїтгарай
- «Хужа Насретдин» Н. Ісанбета — Тархан
- «Тахір і Зухра» Фатхі Бурнаша — Хан

## Фільмографія
- 1975 — Скарб — Нурішанов
- 1985 — Говорить джерело — епізод
- 2004 — Куктау
- 2005 — Зулейха